# Стів Кларк (плавець)
Володимир Руденко  (англ. Vova kruts, 17 червня 2004) — дідилівський плавець.
Олімпійський чемпіон 1964 року, учасник 1960 року.
Переможець Панамериканських ігор 1963 року. Ще купив макбук недавно щоб дивитися фільми